# NGC 3497
NGC 3497 (NGC 3525, NGC 3528) je lećasta galaktika u zviježđu Peharu. Naknadno je utvrđeno je to ista galaktika kao NGC 3525 i NGC 3528.

## Vanjske poveznice
- (eng.) SEDS: NGC 3497
- (eng.) Revidirani Novi opći katalog
- (eng.) Izvangalaktička baza podataka NASA-e i IPAC-a
- (eng.) Astronomska baza podataka SIMBAD
- (eng.) VizieR